# 小川光明
小川 光明（おがわ みつあき、1940年3月26日 - ）は、日本のアナウンサー。日本テレビ放送網（日テレ、NTV）に在職ののち、フリー。血液型はAB型。

## 来歴・人物
中華民国上海市生まれ、日本東京都出身。東京都立赤坂高等学校を経て中央大学法学部卒業。1962年4月、アナウンサーとして日本テレビに入社。東京箱根間往復大学駅伝競走（箱根駅伝）中継、ゴルフ中継、プロ野球中継などを担当。その間、チーフアナウンサーも務めた。
2000年に定年退職した後も、契約社員（エグゼクティブアナウンサー）として同局に留任する。2004年3月に退社し、5月2日の読売ジャイアンツ（巨人）対広島東洋カープ戦（東京ドーム）を最後に、同局プロ野球中継の実況から卒業した。
日本テレビの実況中継卒業後は、フリーのスポーツアナウンサー・コメンテーターとして活動。長年巨人の宮崎キャンプを取材した縁で2003年宮崎県宮崎市に移住。
プロ野球・福岡ソフトバンクホークスの主砲・松中信彦とは、松中が社会人時代に出場したアトランタオリンピックの取材で知り合い、現在も交友関係が続いている。特に松中が2004年に三冠王を獲得した際には、スポーツ報知に手記を寄せている。
2006年4月からは日テレ系列のBS日テレの「ボウリング革命 P★League」の実況を務める。日テレ局アナ時代を彷彿とさせる冷静沈着な実況で戦況を伝えており現在、全大会の決勝戦を担当している。2008年には「スカイ・Aスタジアム・LIVE RAKUTEN わしづかみ」（東北楽天ゴールデンイーグルス主催試合）の実況を担当した。
2012年より東京ドームでの巨人主催試合で特別に設けられた「レジェンズシート」での実況アナウンサーを担当している。

## 出演番組

### 現在の担当番組
- ボウリング革命 P★League（BS日テレ）[注 11]
- 日本車椅子バスケットボール選手権大会中継（スカパー!。毎年5月）[注 12]

### 過去の担当番組
※特記ない限り、日本テレビ在職当時、同局で放送された番組。
- 野球中継
  - プロ野球中継[2][16]
    - 1球の緊張感 THE LIVE - 1965年から[2][16]2004年まで担当（タイトルは、2004年当時）[注 13][注 14]。
    - スカイ・Aスタジアム（スカイ・A） - 2008年当時、楽天主催試合を担当[注 15]。
    - スカパー!向け広島対巨人戦中継（2009年より年1回実況を担当。後述も参照）

  - 社会人野球中継[2][16]
- ゴルフ中継 - 1962年より[2][16]担当[注 16]
- バレーボール中継[2][3][13][16]
- ボウリング中継[2][16]
- 空手中継[2][16][注 17]
- 柔道中継[2][16]
- アイスホッケー中継[2][16]
- 新春スポーツスペシャル箱根駅伝（箱根駅伝中継） - 1987年より[2][16][22]担当。2004年のインタビュー担当を最後に降板[23][注 18]。
- ボクシング中継[注 19]
- 野球教室[2][16]
- ニュース[2][13][16]
- あなたと日テレ - 1997年の6月から半年間、人事異動でアナウンス部長を退任した後輩アナ・舛方勝宏の後任として担当[注 20]。
- ズームイン!!SUPER - 2001年当時、スポーツコメンテーターとして出演[26]。
- 各種ナレーション[13]
- デジナマ巨人（BS日テレ） - 2005年当時、木曜メインナビゲーター担当[27]
- タイガー・ウッズ×石川遼 〜everyone meets the dream〜（スカパー!。第1部：2010年12月5日[28]、第2部：2011年1月3日[29]にそれぞれ放送） - 青木功と番組ナビゲーターを担当[28][29]

テレビドラマ
- 太陽にほえろ! - 第81回「おやじバンザイ!」（1974年2月1日放送分）に出演[30]。
- 彼女が死んじゃった。 - 第1話（2004年1月17日放送分）に出演[30]。

## ゲームソフト
- 龍が如く5 夢、叶えし者（2012年、セガ） - 作中で放送されるプロ野球中継の実況アナウンサー役として、声の出演（解説者役の宮本和知と共演）[注 21]。

## エピソード

### プロ野球中継
1997年から1999年までに小川が実況を担当した巨人戦では、「小川アナが実況すると巨人は負けない」とまで言われた（いわゆる不敗神話。事実、翌年までの実況を担当した日の巨人の成績は16戦15勝1敗だった）。

#### 主な担当試合
- 日本シリーズでは1973年の日本シリーズ第5戦（対南海、後楽園球場）で巨人の日本シリーズV9達成の瞬間と、監督・川上哲治の胴上げを伝えている[注 23]。

- 1976年10月11日の巨人対阪神戦（後楽園球場）で王貞治がベーブ・ルースの本塁打記録を抜く715号本塁打（相手は山本和行）達成の瞬間を実況した[13][38]。
- 1976年の日本シリーズ第6戦（対阪急、後楽園球場）では巨人が0-7からの逆転サヨナラ勝ちを実況した[39]
- 1979年6月2日の江川卓の初登板試合を実況した[40]。
- 1983年4月10日の巨人対大洋戦で駒田徳広のプロ初打席満塁本塁打を実況している[41]。
- 1983年10月11日の巨人対ヤクルト戦（後楽園球場）でも巨人のリーグ優勝の瞬間と藤田元司監督の胴上げを伝えた（解説は金田正一）[42]。
- 1986年6月26日の巨人対阪神戦（後楽園球場）で、ランディ・バースの7試合連続本塁打（日本タイ記録。相手は江川卓）達成の瞬間も実況している（解説は青田昇と堀内恒夫）[43]。
- 1990年の開幕戦での篠塚和典の疑惑の本塁打（1990年4月7日、対ヤクルト戦。相手は内藤尚行）や[44]、高橋由伸のプロ入り初本塁打（1998年4月7日、対広島戦。相手は山内泰幸）も実況している[45]。
- 2000年9月24日の対中日ドラゴンズ戦で、9回裏0-4から、江藤智の満塁ホームラン、二岡智宏のサヨナラホームランの2者連続ホームランでジャイアンツが逆転サヨナラ勝ちして、セ・リーグ優勝を決めた試合[9]。
- 巨人のシーズン開幕戦の実況（開催が東京ドーム（1987年までは後楽園球場）の場合のみ）は1975年（対大洋）、1981年（対中日）[46]、1982年（対ヤクルト）[47]、1984年（対阪神）[48]、1987年（対中日）[49]、1989年[50]、1990年（いずれも対ヤクルト）[51]、1993年（対横浜）[52]、1994年（対広島）[53]、1996年[54]、1999年（いずれも対阪神）[55]、2000年（対広島）の12回担当している[56]（実況を担当した開幕戦での巨人の成績は9勝2敗1引き分け）。特に1987年の開幕戦では西本聖がこの年ロッテから中日に移籍した落合博満に対し、得意のシュートを駆使して4打数1安打に抑え、完封勝利を挙げている。さらに前述の1990年の開幕戦での疑惑の本塁打のほかに、1994年と2000年の開幕戦では松井秀喜が本塁打を打っている[57][注 24]。

- 2001年8月9日、巨人VS阪神戦の中継をしていたときのこと、野球中継延長のためこの後の番組『どっちの料理ショー』の放送開始時間が午後9時30分になることを伝えていた時に巨人が点を入れ5-2になったので本当なら「なお、『どっちの料理ショー』は9時30分からお送りします。」と言うべきところを「なお、『どっちの料理ショー』は5-2です」と発言。すると、その後に放送された『どっちの料理ショー』の結果（当時の対戦カードは夏野菜のリゾットvs海鮮中華粥で勝ったのは海鮮中華粥だった）が本当に5-2になった。この事は小川にはまったく知らされていない。このエピソードはこの年の12月27日に放送した『徳光&所のスポーツえらい人グランプリ』や2009年3月2日放送の『人生が変わる1分間の深イイ話』、2010年10月8日放送の『金曜スーパープライム』、2023年12月31日放送の『笑う大晦日』でも取り上げられた[注 25]。

- 2009年以降、年1回夏季にスカパー!の企画で、広島対巨人戦（MAZDA Zoom-Zoom スタジアム広島）の実況を担当している[注 26]。解説は、日テレ・広島テレビ解説者の山本浩二、池谷公二郎が務め、往年の日本テレビの中継の再現となっている（中継自体は、フジテレビ系列のTSS制作、または子会社のTSSプロダクションが制作協力）。また、前述の不敗神話も健在であったが、2014年8月17日に広島が勝利したことにより、ついに不敗神話が途切れることとなった。
  - 2009年8月12日。7回には一挙9点を挙げるなど、23安打の猛攻で、16-5で巨人が大勝した[59][注 27]。
  - 2010年7月31日。試合は5-0で巨人が勝利した。特に7月中は巨人投手陣が不安定な中、6月18日の対中日戦以来となる、約1ヶ月半ぶりの完封勝利となった[61]。
  - 2011年8月28日[注 28]。試合は両チームとも決め手となる1点が入らず、延長戦までもつれる展開となったが、4-2で巨人が勝利した。
  - 2012年9月25日[注 29]。両チーム一歩も譲らない接戦となったが、3-2で巨人が勝利した。
  - 2013年8月9日。巨人が5-4で逆転勝ちし、優勝マジック39が点灯した[66]。
  - 2014年8月17日。途中までは巨人がリードしていたが、8回に不動のセットアッパーである山口鉄也が広島打線に一挙に3連続適時打で3点を失い、広島が5-4で逆転勝ち[67]。
  - 2015年は、4月9日にBSスカパー!で放送の『スカパー! プロ野球セットpresents 2015 プロ野球 広島×巨人』で実況を担当[注 30]。

### ゴルフ
青木功が日本人で初めて、アメリカPGAツアーで優勝したハワイアン・オープン（1983年）の中継を担当。

### オリンピック
- 1996年のアトランタオリンピックでは柔道女子の恵本裕子の金メダルを実況[73]。他にも開会式での聖火点灯セレモニー[3][73]（最終走者はモハメド・アリ）も実況している[注 32]。
- 2012年に行われたロンドンパラリンピック（スカパー!制作）では、開会式、車椅子バスケットボール[74][75]、柔道の実況を担当した。

### その他
- 箱根駅伝の中継では、日本テレビ系列が中継を始めた1987年から8年連続でセンター実況を担当[76]、その後もスタート・ゴール実況やインタビュアーとして、中継に長く携わった[77]。
- ドラマ『太陽にほえろ!』第81話「おやじバンザイ」で、警察による犯人包囲の模様を実況するアナウンサー役でゲスト出演したことがある[78]。

## 参考資料
- 外部リンク
  - 日本テレビ公式サイト
- 『実況! 熱きことばの伴走者たち』（1994年3月発売・4月1日発行、日本テレビ放送網アナウンス部編著・創拓社発行）ISBN 9784871381772
  - 第1部第4章「この道ひとすじ」（P53-64掲載） ※小川へのインタビュー記事（プロ野球中継に関するコメントが記載）。
  - ふろく「テレビと共に108人」（P213-242掲載） ※歴代の日本テレビアナウンサーを入社年ごとにまとめた年表。世の中の出来事と併せ、アナウンサーの動きについても記載。1994年当時の日本テレビアナウンサーのプロフィール[注 33]が記載。
- 『12球団全選手カラー百科名鑑』シリーズ各年版
  - 『12球団全選手カラー百科名鑑2000』（『ホームラン』2000年3月号増刊。同31日、日本スポーツ出版社発行）
    - 「2000プロ野球アナウンサー紹介」（P218-221掲載）

  - 『12球団全選手カラー百科名鑑2004』（『ホームラン』2004年3月号増刊。同31日、日本スポーツ出版社発行）
    - 「2004プロ野球アナウンサー紹介」（P240-243掲載）
- 『週刊読売』1985年10月20日号（読売新聞社発行）
- 『週刊ベースボール』2005年1月31日号（第60巻・第4号・通算2676号。同日、ベースボール・マガジン社発行）
  - 「私の球界改革論」第10回 小川光明（P88-91掲載）
- 『ザ・テレビ欄0 1954〜1974』（2009年8月31日、TOブックス発行、テレビ欄研究会編・著、ISBN 4904376102） - 1954年から1974年の間に発行された報知新聞東京本社版テレビ欄の一部を掲載（奥付に「協力：株式会社報知新聞社」のクレジットあり）。
- 『報知新聞』→『スポーツ報知』バックナンバー（報知新聞社発行）
  - 『巨人レジェンド回顧録 あの時 Part2』（『スポーツ報知』特別号。2015年5月28日発売[注 34]。報知新聞社発行） ※2014年に巨人軍創立80周年記念として連載された記事『「あの時」第2部』の同8月 - 12月掲載分を加筆・再録したもの。
    - 18・19面掲載「元日本テレビアナウンサー 小川光明」（取材・構成：洞山和哉）
- 『月刊パームス』2015年3月号 No.280（2015年2月25日発行）P36・37掲載インタビュー記事「大好きな宮崎をホームタウンに、今後も遊び心を忘れず実況に取り組みたい!」（『太陽放談』第166回ゲスト フリー・アナウンサー 小川光明さん）[注 35]（P37下部に、2月5日取材である旨が明記）…ウェブ版（『miyazaki ebooks』より…html版、swf版=原資料をデジタルスキャン化したもの）